# Školjić (Split)
Koordinati:   43°31′21″N, 16°24′55″E
Školjić je majhen nenaseljen otoček v Jadranskem morju. Pripada Hrvaški.
Otoček, ki se v nekaterih zemljevidih imenuje tudi Hrid Školjić in na katerem stoji svetilnik ima površino manjšo od 0,01 km². Otoček leži pred vhodom v Splitski zaliv Luka Poljud, okoli 1 km severno od polotoka Marjan.
Iz pomorske karte je razvidno, da svetilnik oddaja svetlobni signal: Z Bl(2) 5s.